# 台北客家義民祭

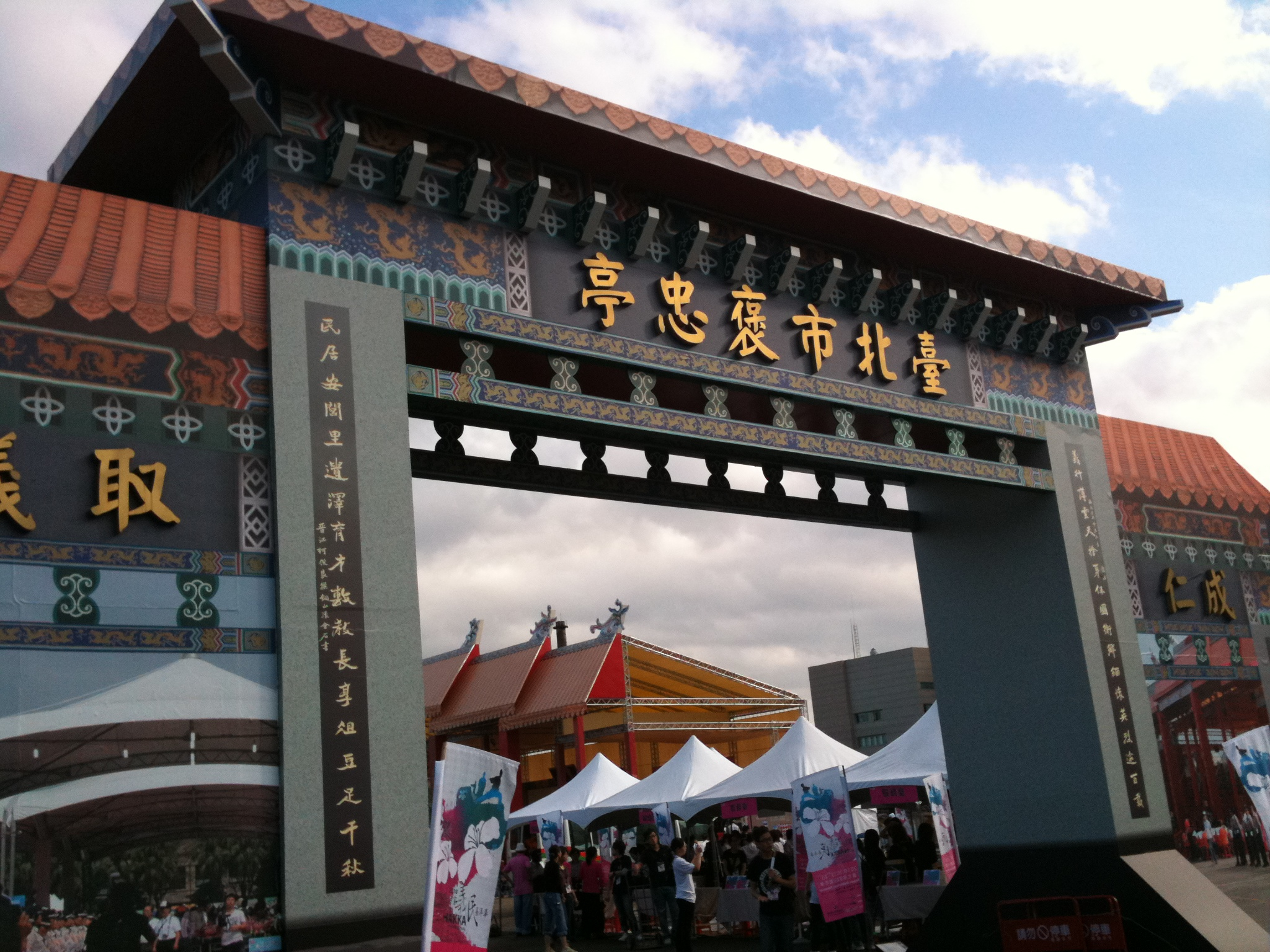
台北客家義民祭

義民祭，是居住在臺北市的客家人所舉辦之義民爺祭拜活動。臺灣客家人，多有對於義民爺的信仰。以新竹地區為中心，每年農曆七月中元普渡時，十五個客庄輪值中元祭典的信眾，都會不論住家遠近，前往新埔義民廟奉祭供品，或到分靈廟宇祭拜義民爺，這虔誠的信仰深植心中，成為日常生活的習俗，即使旅北或移居臺北，也不忘這深植心中的信仰。

## 義民爺
所謂「義民爺」，為臺灣民間信仰，祭祀在械鬥、民變、戰爭中，因保衛家鄉而犧牲的義民軍。而義民信仰則是臺灣在地形成的客家人信仰，也是數百年客家移民臺灣後，在特殊的歷史環境中所形成的獨特信仰。義民廟早在設置之初，是臺灣墾荒時期客家移民心靈的寄託，現今更成為客家人不畏艱苦、開疆闢土的精神象徵。

## 歷史
一般人在功成名就的時候，都會將功勞歸諸神明的保佑，所以在台北的客家人為了感謝義民爺的保佑，在臺北市成立「月光會」，每年農曆正月20日天穿日這天，齊聚一起，祭拜天公和聚餐。1948年農曆正月初九，鄉親齊聚臺北市西寧北路，組織「中原客家聯誼會」。
1988年，中原客家崇正會（前身為中原客家聯誼會）舉辦年會，決議是年農曆七月，到新埔義民廟恭請義民爺牌位到臺北市，讓旅居大臺北地區的鄉親就近祭拜，日後成為臺北市一年一度的客家民俗文化盛事。

## 外部連結
- 「台北縣客家義民祭」[永久]
- 台北客家義民祭 展現族群融合[永久]